# Aeroportul Internațional Raleigh–Durham
Aeroportul Internațional Raleigh–Durham (IATA: RDU, ICAO: KRDU, FAA LID: RDU) este un aeroport din Cedar Fork Township⁠(d), Comitatul Wake, Carolina de Nord, Carolina de Nord, Statele Unite ale Americii ce deservește zona Raleigh. Aeroportul a fost tranzitat în 2023 de 14.523.996 de pasageri. A fost numit după zona deservită.
Situat la o altitudine de 133 m, aeroportul dispune de 3 piste.

## Infrastructură

### Piste
Aeroportul dispune de 3 piste: 
- pista 05L/23R din beton, cu dimensiunile 10.000 picioare × 150 picioare
- pista 05R/23L din asfalt, cu dimensiunile 7.500 picioare × 150 picioare
- pista 14/32 din asfalt, cu dimensiunile 3.570 picioare × 100 picioare